# Boutique

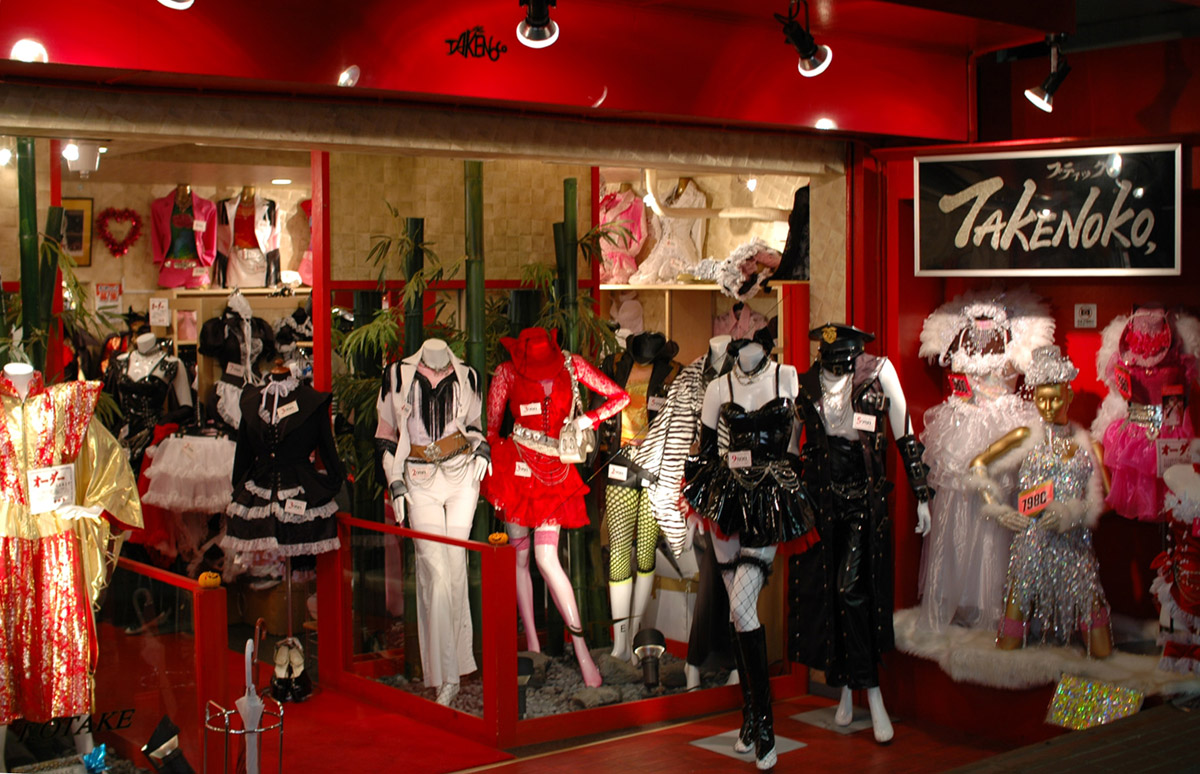
Boutique Takenoko, en Japón.

Una boutique (de la palabra francesa que significa «tienda») es un establecimiento comercial pequeño especializado en artículos de moda y lujo como prendas de vestir y joyería.
El término entró en uso diario del inglés a finales de la década de 1960 en que, por un breve período, Londres era el centro del comercio de moda. La calle de Carnaby era el foco de mucha atención de los medios como hogar de las boutiques más de moda del momento.
En el sentido más terminante de la palabra, los boutiques serían lo más destacado del género pero más generalmente hablando, algunas cadenas se pueden llamar boutiques si se especializan en ofertas particularmente con estilo. En Estados Unidos, Sharper Image se pudo describir como una cadena de boutiques o de venta de artículos de boutique. En Japón, cadenas como Three Minutes Happiness, MUJI, y ranKing ranQueen son boutiques bien conocidas.

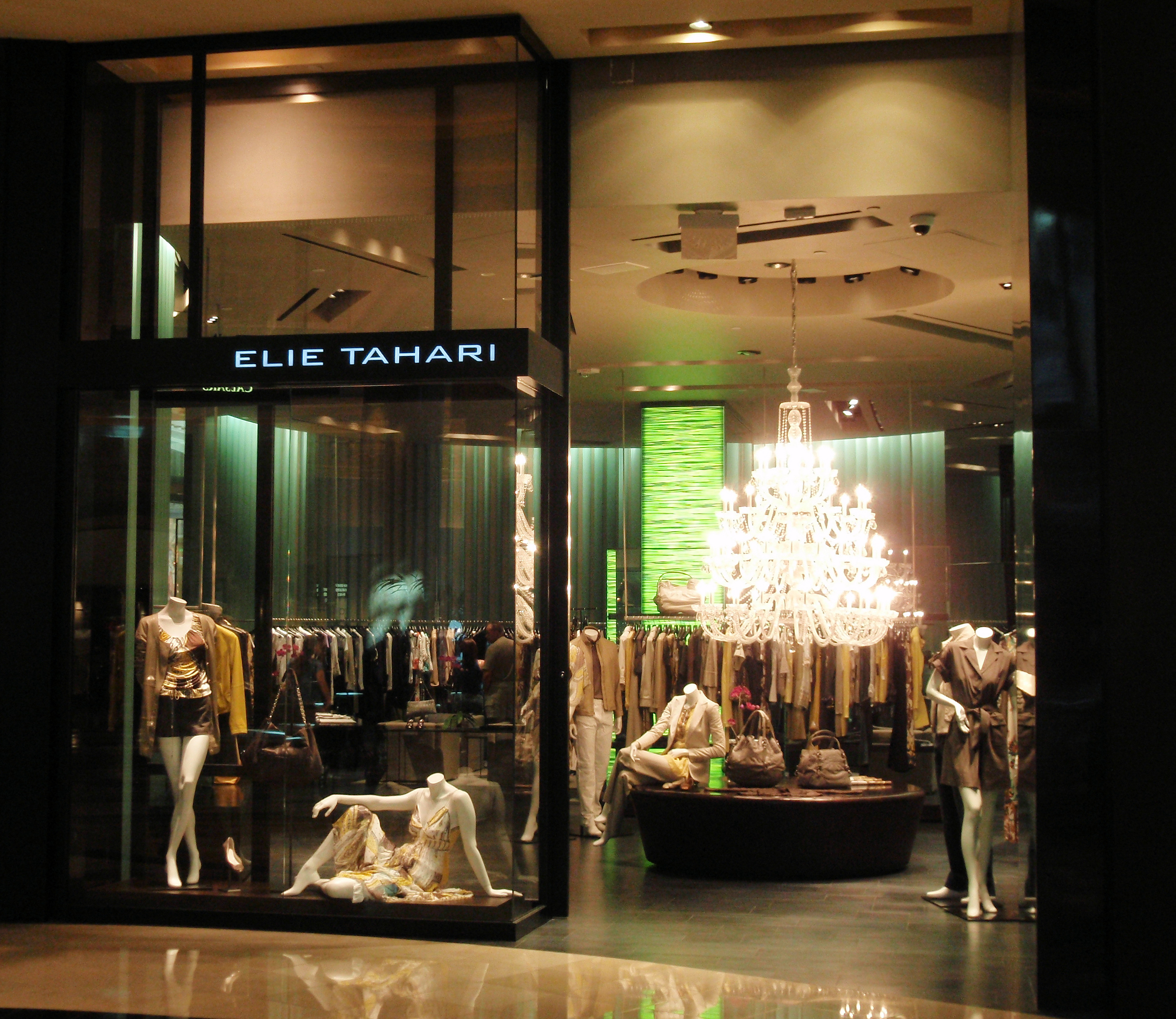
Boutique de Elie Tahari en Las Vegas

Recientemente, el término boutique se ha comenzado a aplicar a artículos normales de mercado de masas que son productos de nicho o artículos producidos en series cortas manteniendo precios muy elevados. Por ejemplo, antes del lanzamiento del Wii, un artículo de Time Magazine sugirió que Nintendo podría llegar a ser una compañía de videojuegos boutique, produciendo los juegos para nichos de jugadores más que intentando competir directamente con Microsoft y Sony.
Aunque algunas boutiques se especializan en artículos hechos a mano y otros artículos verdaderamente buenos, otros como The King of Games y SlamJamel solamente producen camisetas pegatinas y otros accesorios en series artificialmente pequeñas y los venden a precios inusualmente elevados.
Las primeras boutiques las abrieron en la década de 1920 las casas de alta costura. Vendían complementos (una línea de ropa deportiva en Patou, bisutería en Chanel).